# 岡田純也
岡田 純也（おかだ じゅんや、1939年12月12日 - ）は、日本の児童文学研究者・作家、京都女子大学名誉教授。

## 経歴
埼玉県立浦和高等学校卒業、立教大学卒、同大学院、米国パシフィック・ウェスタン大学（ディプロマ・ミル）で学術博士。京都女子大学児童学科教授。附属小学校長を兼務。2010年定年、名誉教授。湯布院こども童話館館長。日本児童文芸家協会監事。日本児童図書評議会会員。

## 著書
- 『佐藤春夫』福田清人編　清水書院・センチュリーブックス 人と作品　1966
- 『宮沢賢治』福田清人編　清水書院・センチュリーブックス 人と作品　1966
- 『近代日本児童文学史』大阪教育図書　1970
- 『児童文学と読者』大阪教育図書　1974
- 『子どもの文学の流れ 読者論的アプローチ』いづみ書房　1976　くさぶえ文庫
- 『児童文学の人物像 日本編』いづみ書房　1979　くさぶえ文庫
- 『絵本の窓辺 四季の子どもたち』高文堂出版社　1981
- 『児童文学への誘い』創世記　1983
- 『児童文学と読者』大阪教育図書　1986
- 『子どものあそびと絵本 現代の児童文化』中央出版　1992
- 『子どもの本の魅力 宮沢賢治から安房直子まで』KTC中央出版　1992
- 『子どもの本の歴史』中央出版　1992
- 『心の故郷子どもの歌 サッちゃんかなりや水兵さん…』KTC中央出版　1993
- 『サギソウのような女の子』KTC中央出版　2004
- 『岡田純也著作選集』全5巻 KTC中央出版　2005

1　児童文芸史
2　児童文学作家論
3　絵本、童謡、幼児教育
4　児童読者論の視覚　
5　佐藤春夫と宮沢賢治
- 『きんたってだれ くまもとじょうのなぞ』森羅　2008
- 『子どもたちはどこに がれきの中のスイカ』KTC中央出版　2012